# 経済的徴兵制
経済的徴兵制（けいざいてきちょうへいせい、英語: economic conscription）とは、貧困層の若者に対し、学費免除・医療保険加入などの経済的支援を利用して、軍隊への入隊を募り、その要員を確保する仕組みである。主に徴兵制を取らずに志願制を取っている国において用いられる。特に国内に経済開発が遅れた地域があるような場合に、若者たちの多くが軍隊における立身を志すことに魅力を覚えるような状況を生み出すことを指すが、そうした後進地域の開発に資する取り組みがなされている場合は当てはまらないとされ、そのような仕組みを利用している政府が、その仕組みの存在を認識していること、そのような状況を変えようとしないことが前提となっている。

## 概要
軍人が特に魅力的な職業とは見られない国の場合、志願制度では軍隊の補充の問題が避けられない。一方、国の一部に経済的に貧しい地域、または経済的な発展から取り残された地域がある場合、仕事も金も技術も学歴もないその地域の人々にとって、基本の衣食住や兵役中の高い金銭的報酬に加えて資格の取得や高等教育を受ける際の奨学金など退役後のキャリアパスまで保証される軍人という職業は逆に魅力的な選択肢に映る。
貧困地域では経済的理由で高等教育が受けられず、そのために専門知識や学歴が必須とされるような賃金の高い仕事に就けない結果となり、貧困が再生産されている。このような状況から抜け出すため、真に自発的な意思ではなく兵役に志願せざるを得ない状況があることを知りながら、政府がこの経済格差を是正しないばかりか、むしろこの状況を放置し利用することで新兵をリクルートしている実態がある。経済的弱者が兵役を強いられるこの状況を事実上の徴兵制とみなし、非難する意味合いを込めて「経済的徴兵制」と呼ぶ。

## 認定と反論
この用語は、非難を帯びた文脈で用いられるものであり、批判者たちは、政府は軍隊への入隊が魅力的に感じられるような状況を作らないこともできるのに、要員不足を解消するためにわざとそのような施策をとらない、と主張している。この手法を採用している国々の政府は、これに反論して、何の職に就く事もできない人びとに、職を提供しているのだと主張する。

## 実例
経済的徴兵制を採っているとして批判されている国には、アメリカ合衆国やイギリスが含まれている。両国はいずれも、新兵募集のための独立した機構をもっている。

軍隊が国の貧しい地域をターゲットとして新兵募集のキャンペーンを行い、経済的徴兵制を行っていると非難された例を挙げる。いずれの例でも「高い金銭的報酬」が宣伝文句に挙げられており、それゆえ貧困地域での新兵募集キャンペーンは大きな成功を収めている。

### イギリス
失業率の高い地域で新兵募集の「キャリアフェア」が行われている。ウェールズでは、ウェールズ独立を掲げて中央政府と対立するウェールズの地域政党プライド・カムリが「陸軍がウェールズの最貧困地域の学校に狙いを定め、新兵募集を行っている」と非難している。

### アメリカ合衆国
軍の新兵募集部局のスタッフが、南部や、その他の地域におけるアフリカ系アメリカ人の人口比率が高い地域における、貧困層の多い近隣地区で、軍への入隊の宣伝を行っている。いずれの場合も、「セールス・パッケージ」の中心は、入隊による金銭的な恩恵である。貧困地域におけるこうした戦術の継続的な取り組みが、十分に成功している事は、新兵の量的水準からも明らかである。 

## 歴史
遅くとも1915年にはこの用語が使われていた。